# Fort-Mardyck

Fort-Mardyck este o comună în departamentul Nord, Franța. În 1 ianuarie 2018 avea o populație de 3.426 de locuitori.